# Fisibach
Fisibach es una comuna suiza del cantón de Argovia, situada en el distrito de Zurzach. Limita al norte con la comuna de Hohentengen am Hochrhein (DE-BW), al noreste con Kaiserstuhl, al este con Weiach (ZH), al sureste con Bachs (ZH), al suroeste con Siglistorf, al oeste con Wislikofen, y al noroeste con Rümikon.

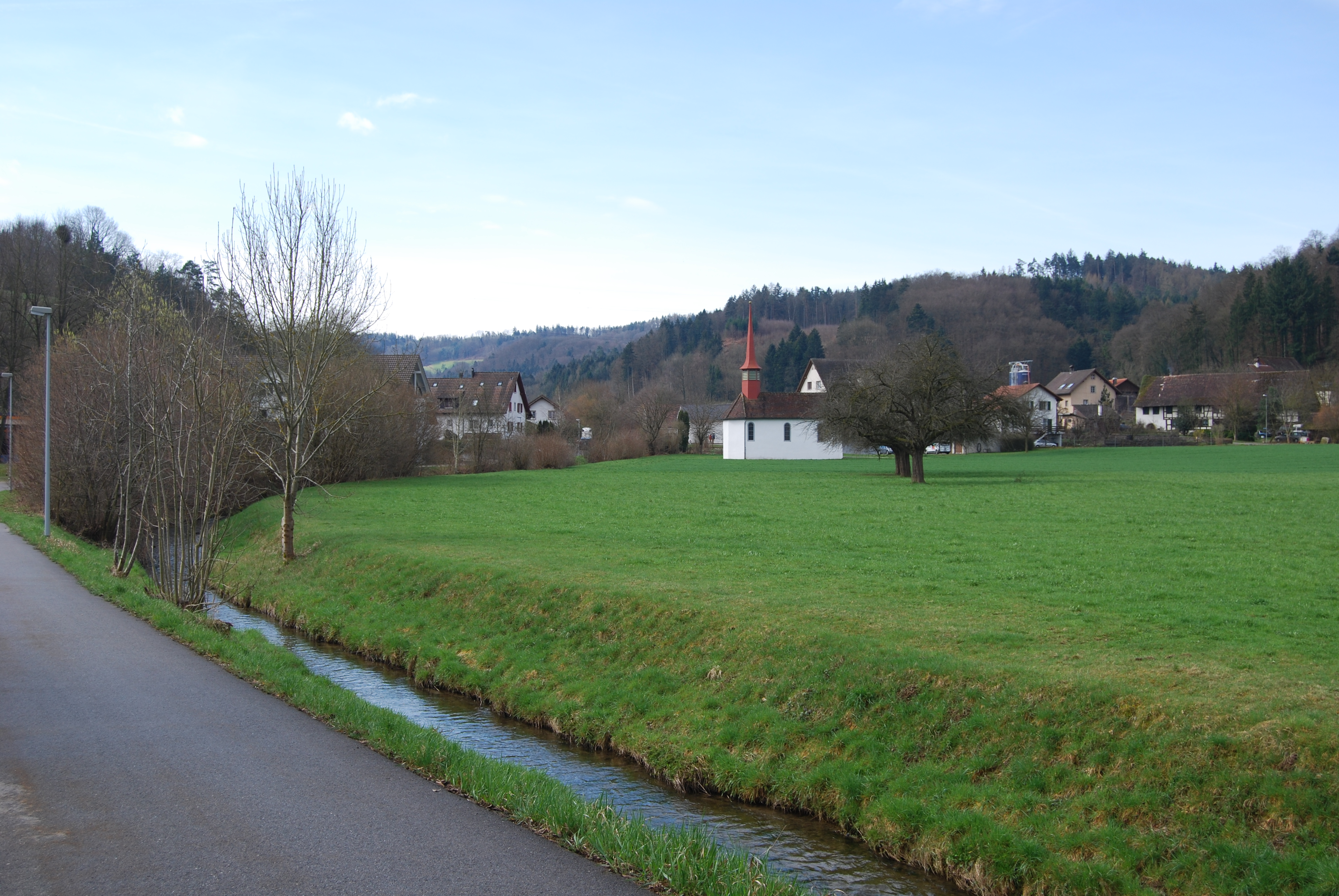
Fisibach